# Anommatus zoufali
Anommatus zoufali is een keversoort uit de familie knotshoutkevers (Bothrideridae). De wetenschappelijke naam van de soort werd in 1915 gepubliceerd door Edmund Reitter.